# Aplidium polybunum
Aplidium polybunum är en sjöpungsart som beskrevs av Vladimir V. Redikorzev 1927. Aplidium polybunum ingår i släktet Aplidium och familjen klumpsjöpungar. Inga underarter finns listade i Catalogue of Life.